# Wilfried Pucher
Wilfried Wieland Pucher (* 10. Juli 1940 in Hainsberg, Thüringen) ist ein deutscher Schauspieler.

## Leben
Wilfried Pucher erlernte nach seinem Schulabschluss auf dem Bauernhof seiner Eltern in Hainsberg den Beruf des Landwirts.
Seinen ersten Bühnenauftritt hatte Pucher im Jahr 1960 als Statist am Greizer Theater. Von 1962 bis 1964 studierte Pucher an der Staatlichen Schauspielschule Berlin. Nach dem erfolgreichen Abschluss der Ausbildung nahm er sein erstes Engagement an den Bühnen der Stadt Gera an. Später wurde Pucher an das Hans Otto Theater in Potsdam verpflichtet, wo er bis 1971 als festes Ensemblemitglied engagiert war. Danach gehörte er fast zwei Jahrzehnte lang zum Schauspielerensemble des DDR-Fernsehens. Pucher ist seit 1963 als Schauspieler vor der Kamera tätig und wirkte bisher in über 140 Film-und-Fernsehproduktionen mit. Er war oftmals in Nebenrollen besetzt, konnte sich aber auch als Charakterdarsteller in Hauptrollen beweisen. Große Popularität erlangte Pucher in der DDR vor allem als „1. Offizier Martin Schulze“ in der Fernsehserie Zur See. Im Jahr 1986 wurde er mit dem Kunstpreis der DDR ausgezeichnet.
Nach der Wiedervereinigung trat Pucher unter anderem an Theatern in Detmold, Lübeck, Hannover, Graz und in Bern auf, tourte mit verschiedenen musikalisch-literarischen Programmen durch ganz Deutschland und arbeitete für das Fernsehen sowie als Dozent an der Filmhochschule Potsdam-Babelsberg.
Wilfried Pucher ist verheiratet, hat eine Tochter und lebt in seinem Geburtsort Hainsberg. Das Bauerngut der Familie befindet sich mittlerweile in fünfter Generation.

## Filmografie (Auswahl)
- 1963: Jupitersinfonie
- 1966: Trick 17b
- 1970: Heiner Fink
- 1971: Optimistische Tragödie
- 1971: Osceola
- 1971: Der Staatsanwalt hat das Wort: Anatomie eines Unfalls (TV-Reihe)
- 1972: Trotz alledem!
- 1972: Tecumseh
- 1972: Polizeiruf 110: Minuten zu spät (TV-Reihe)
- 1972: Das Geheimnis der Anden (TV-Mehrteiler)
- 1974: Die eigene Haut
- 1974: Die Frauen der Wardins (TV-Dreiteiler)
- 1975: Mein blauer Vogel fliegt
- 1975: Polizeiruf 110: Ein Fall ohne Zeugen
- 1976: Polizeiruf 110: Bitte zahlen
- 1976: Das blaue Licht
- 1977: Der Staatsanwalt hat das Wort: Wenig gebraucht, fast neu
- 1977: Schach von Wuthenow
- 1977: Zur See (Fernsehserie)
- 1978: Scharnhorst (Fernsehserie)
- 1979: Nachtspiele
- 1979: Polizeiruf 110: Tödliche Illusion
- 1980: Polizeiruf 110: Vergeltung?
- 1980: Radiokiller
- 1980: Solo für Martina
- 1980: Meines Vaters Straßenbahn (TV-Zweiteiler)
- 1981: Polizeiruf 110: Alptraum
- 1981: Jockei Monika (Fernsehserie)
- 1981: Polizeiruf 110: Der Schweigsame
- 1981: Die Gäste der Mathilde Lautenschläger
- 1982: Familie Rechlin (TV-Zweiteiler)
- 1982: Die Beunruhigung
- 1982: Der Staatsanwalt hat das Wort: Ich bin Joop van der Dalen
- 1983: Zauber um Zinnober
- 1983: Alfons Köhler
- 1983: Polizeiruf 110: Es ist nicht immer Sonnenschein
- 1983: Martin Luther (TV-Mehrteiler)
- 1984: Front ohne Gnade (Fernsehserie)
- 1984: Eine sonderbare Liebe
- 1984: Polizeiruf 110: Inklusive Risiko
- 1984: Familie Neumann (Fernsehserie)
- 1984: Auf dem Sprung
- 1984: Mensch, Oma! (Fernsehserie)
- 1985: Weiße Wolke Carolin
- 1985: Die Leute von Züderow (Fernsehserie)
- 1985: Außenseiter
- 1986: Blonder Tango
- 1986: Polizeiruf 110: Parkplatz der Liebe
- 1986: Polizeiruf 110: Gier
- 1986: Kalter Engel
- 1987: Das Schulgespenst
- 1987: Zwei leere Stühle
- 1987: Schauspielereien (Fernsehserie, 1 Folge)
- 1987: Sachsens Glanz und Preußens Gloria (TV-Mehrteiler)
- 1987: Die erste Reihe
- 1988: Einer trage des anderen Last …
- 1988: Bereitschaft Dr. Federau (Fernsehserie)
- 1988: Polizeiruf 110: Der Kreuzworträtselfall
- 1988: Präriejäger in Mexiko
- 1989: Zum Teufel mit Harbolla
- 1989: Grüne Hochzeit
- 1989: Die gläserne Fackel (Fernsehserie)
- 1989: Polizeiruf 110: Katharina
- 1990: Selbstversuch
- 1990: Polizeiruf 110: Tod durch elektrischen Strom
- 1990: Klein, aber Charlotte (Fernsehserie)
- 1990: Abschiedsdisco
- 1991: Polizeiruf 110: Zerstörte Hoffnung
- 1991: Hüpf, Häschen hüpf
- 1991: Polizeiruf 110: Der Fall Preibisch
- 1991: Polizeiruf 110: Thanners neuer Job
- 1994: Anna Maria – Eine Frau geht ihren Weg (Fernsehserie)
- 1995: Die Straßen von Berlin (Fernsehserie, 1 Folge)
- 1995: Unser Lehrer Dr. Specht (Fernsehserie, 1 Folge)
- 1995: Tatort: Bomben für Ehrlicher
- 1995: Nikolaikirche
- 1996: Forsthaus Falkenau (Fernsehserie, 1 Folge)
- 1996: Im Namen des Gesetzes (Fernsehserie, 1 Folge)
- 1997: Der Bergdoktor (Fernsehserie, 1 Folge)
- 1998: Für alle Fälle Stefanie (Fernsehserie, 1 Folge)
- 1998: Polizeiruf 110: Todsicher
- 1999: Der Havelkaiser (Fernsehserie, 1 Folge)
- 1999: Das Schloss meines Vaters
- 1999: Der letzte Zeuge (Fernsehserie, 1 Folge)
- 1999: Hallo, Onkel Doc! (Fernsehserie, 1 Folge)
- 2000: In aller Freundschaft (Fernsehserie, 1 Folge)
- 2004: Die Stunde der Offiziere
- 2004: Das Bernsteinamulett
- 2004: Ein starkes Team: Lebende Ziele (TV-Reihe)
- 2004: Liebe auf Bewährung
- 2005: Lauras Wunschzettel
- 2006: SOKO Wismar (Fernsehserie, 1 Folge)
- 2006: Eine Stadt wird erpresst
- 2006: Die Frau des Heimkehrers
- 2013: Der Teufel mit den drei goldenen  Haaren
- 2016: Stadt, Land, Liebe
- 2022: Das Recht der Stärkeren

## Hörspiele
- 1973: Francoise Xenakis: Auf der Insel wollte sie ihm sagen... – Regie: Fritz Göhler (Hörspiel – Rundfunk der DDR)